# مجدي محمود المليجي
مجدي محمود المليجي (1939 -) هو مترجم وطبيب وأستاذ جامعي مصري.

## حياته ونشأته
من مواليد الحلمية الجديدة عام 1939، أمضى مرحلة الدراسة ما قبل الجامعية في الإسكندرية. تخرَّج في كلية الطب جامعة عين شمس عام 1962.

## مسيرته
- عُيِّن معيدًا في السنة التالية للتخرُّج.[7]
- تدرَّج في الوظائف بالكلية إلى أن حصل على لقب أستاذ الطب الشرعي والسموم عام 1984.[8]
- أشرف علي الأبحاث ورسائل الماجستير والدكتوراه في كليته وسائر كليات الطب الأخرى بالجامعات المصرية.[1]
- عضو اللجنة العلمية الدائمة لترقية الأساتذة في الطب الشرعي والسموم بالجامعات المصرية.[9][10]

## أعماله
مارس المليجي الترجمة منذ عام 1980، وقد عُرِفَ عنه نقله العدد الأكبر من أعمال «تشارلز داروين» إلى العربية ومن ذلك ترجمته لكتب: «أصل الأنواع»، و«نشأة الإنسان والانتقاء الجنسي»، و«التعبير عن الانفعالات في الإنسان والحيوانات»، و«سرد أحداث رحلة البيجل»